# Malkinola insulanus
Genre
Synonymes
- Malkinella Millidge, 1991 nec Dybas, 1960

Espèce
Synonymes
- Malkinella insulanus Millidge, 1991

Malkinola insulanus, unique représentant du genre Malkinola, est une espèce d'araignées aranéomorphes de la famille des Linyphiidae.

## Distribution
Cette espèce est endémique de l'archipel Juan Fernández au Chili. Elle se rencontre sur l'île Robinson Crusoe.

## Description
La femelle holotype mesure 1,9 mm

## Étymologie
Ce genre est nommé en l'honneur de Borys Malkin.
Son nom d'espèce lui a été donné en référence au lieu de sa découverte, une île.

## Publications originales
- Millidge, 1991 : Further linyphiid spiders (Araneae) from South America. Bulletin of the American Museum of Natural History, no 205, p. 1-199 (texte intégral).
- Miller, 2007 : Review of erigonine spider genera in the Neotropics (Araneae: Linyphiidae, Erigoninae). Zoological Journal of the Linnean Society, vol. 149, suppl. 1, p. 1-263.